# 70 г. пр.н.е.
70 (седемдесетта) година преди новата ера (пр.н.е.) е година от доюлианския (Помпилийски) римски календар.

## Събития

### В Римската република
- Консули на Римската република са Гней Помпей Велики и Марк Лициний Крас. Цензори са Гней Корнелий Лентул Клодиан и Луций Гелий Публикола.
- По предложение на консулите е приет Lex Pompeia Licinia който премахва ограниченията наложени от Сула на народните трибуни.[1]
- Цензорите премахват 64 от членовете на сената. Двамата също провеждат преброяване на римските граждани, което установява 910000 такива лица.[2]

### В Партия
- На трона на Партското царство се възкачва Фраат III.

## Родени
- 15 октомври – Вергилий, римски поет (умрял 19 г. пр.н.е.)
- Публий Корнелий Долабела, римски политик и военачалник (умрял 43 г. пр.н.е.)
- Гай Корнелий Гал, римски политик и поет (умрял 26 г. пр.н.е.)
- Квинтилий Вар, римски конник (умрял ок 24 г. пр.н.е.)

## Починали
- Митридат I, цар на Комагена
- Санатрук, партски владетел (роден ок. 157 г. пр.н.е.)